# Хельми, Мохаммед
Мохаммед Хельми (араб. محمد حلمي‎‎محمد حلمي, DMG Muḥammad Ḥalmī, ивр. מוחמד חילמי‎‎; 25 июля 1901, Хартум — 10 января 1982, Берлин) — египетский врач, укрывавший и спасший от нацистов в Берлине несколько евреев во время Второй мировой войны.
В 2013 году Мохаммед Хельми был внесён в список Праведников народов мира в мемориале Яд ва-Шем. Он стал единственным арабом среди 70 мусульман, оказавшихся в данном списке.

## Биография
Хельми был сыном египетского майора. В 1922 году он переехал в Берлин для изучения медицины. После обучения в 1929—1931 годах Хельми устроился на работу в больницу района Моабит, где две трети врачей являлись иудеями. В декабре 1937 года Хельми прекратил терапевтическую практику, чтобы написать и защитить докторскую диссертацию.
После прихода к власти национал-социалистов в Германии 1 апреля 1933 года врачей-евреев отстранили от работы, а затем некоторых из них убили. Согласно господствовавшей в стране расовой теории, Хельми был хамитом (потомком Хама, сына Ноя) и не получил клеймо «не ариец». До 30 июня 1937 года ему разрешалось занимать должность главного врача. В отличие от евреев, арабам не грозила смерть, но также действовал запрет на брак с немцами.
В октябре 1939 года, после немецкого вторжения в Польшу и начала Второй мировой войны, вместе с египетскими соотечественниками Хельми был на несколько месяцев интернирован. Немецкое правительство планировало использовать их для обмена военнопленными с Великобританией, которая установила протекторат над Египтом. Находясь в хороших отношениях с арабскими странами, нацистское правительство поручило в начале мая 1940 года не ограничивать свободу египтян. Хельми надлежало регулярно отмечаться в гестапо.
В 1941 году Хельми занял должность призванного на фронт немецкого врача. Здесь он встретил 17-летнюю еврейку Анну Борос, которой, как еврейке и румынской гражданке, грозила депортация и опасность. Первое переселение из Берлина в Лодзинское гетто произошло 18 октября 1941 года. Анне Борос в румынском посольстве посоветовали не ехать в Румынию, где её ждёт смерть.
Несмотря на угрозу расправы, Хельми решился помочь Анне. Её мать Джули Вер состояла в браке с немцем и находилась под его защитой. Пришедшим за Анной гестаповцам она сказала, что дочь уехала. Джули Вер арестовали, а дом Хельми обыскали. Ему удавалось обманывать гестапо и скрывать Анну в летнем домике. Несколько раз он вывозил Анну к знакомым, где представлял её своей племянницей из Дрездена. Также Хельми помог матери Анны, её отчиму Георгу Веру и бабушке Сесилии Рудник. Последнюю доктор пристроил в квартиру Фриды Штурманн. В 1944 году Веры были задержаны, допрошены гестапо и признались, что им и Анне помог доктор Хельми. Доктор среагировал молниеносно — он привёз Анну к Фриде Штурманн и показал полиции письмо, из которого следовало, что Анна находится у своей тёти в Дессау. Вся её семья пережила Холокост.
Анна Бором переехала в Нью-Йорк, вышла замуж и сменила фамилию на Гутманн. Хельми оставался практикующим врачом в Берлине после победы над нацистами до конца своих дней, был женат на Эмми Анне Огюст-Эрнст (1916—1998). У них не было детей. В 1962 году Сенат Берлина присудил Хельми звание героя. Мохаммед Хельми скончался в 1982 году и похоронен на кладбище Шарлоттенбург.
4 июля 2014 года на доме Хельми по адресу Krefelder Straße 7 в районе Моабит была вывешена мемориальная доска.

## Праведник народов мира

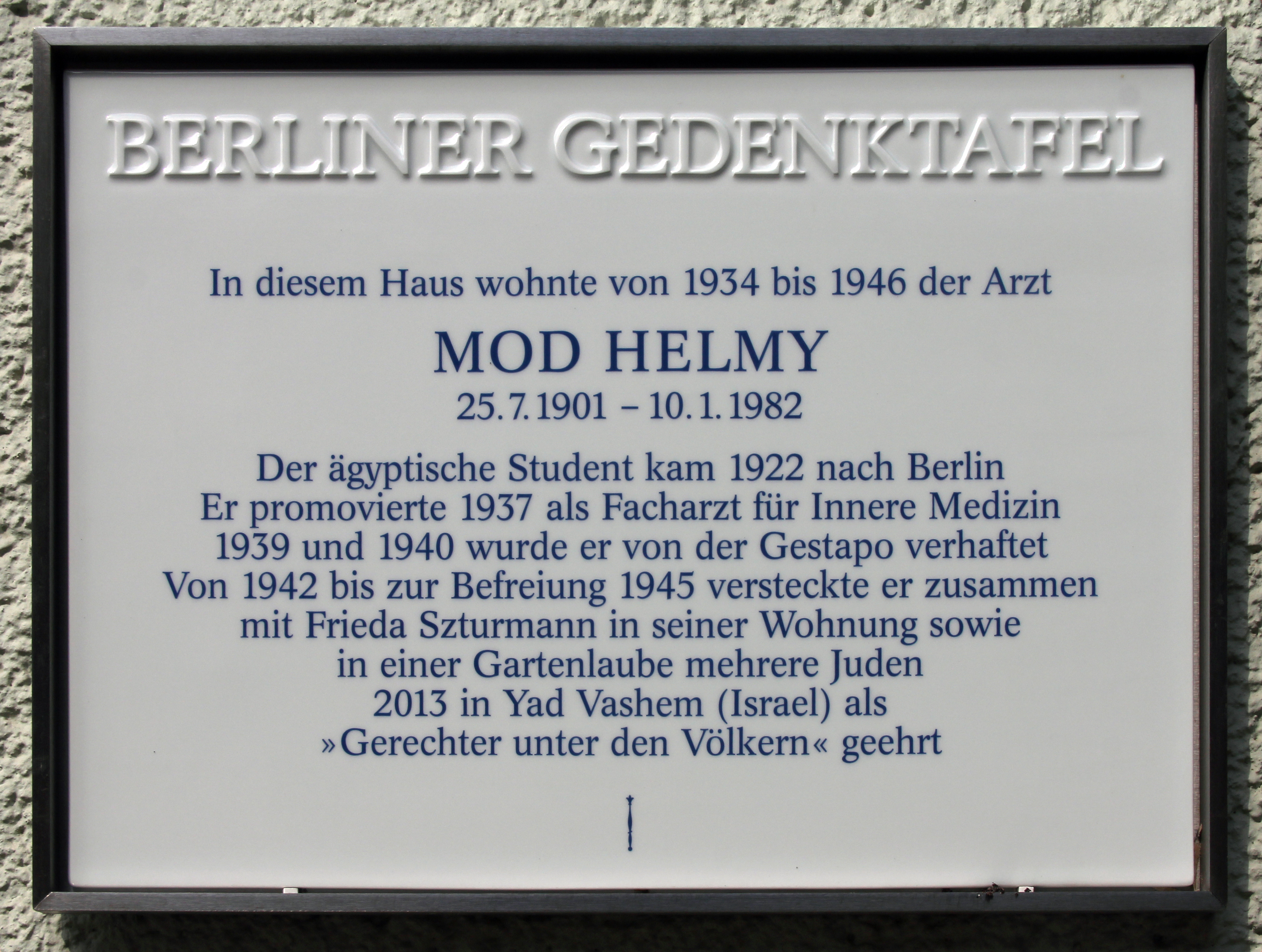
Мемориальная доска в районе Берлина Моабит (Krefelder Straße 7)

18 марта 2013 года Мохаммед Хельми и Фрида Штурманн были признаны Яд ва-Шем Праведниками народов мира посмертно. Он стал первым арабом среди 70 мусульман оказавшимся в данном списке. Там сказано: «Несмотря на преследования национал-социалистов Хельми высказался против правящей политики и рисковал собственной жизнью ради своих еврейских друзей». Представитель Яд ва-Шем Ирэна Штайнфельд отметила, что здесь не замешана политика, решение принимает независимая комиссия, оценивая личностные заслуги. К ноябрю 2013 года среди приблизительно 25000 внесённых в список человек 88 человек были мусульманами, преимущественно албанцами. Признание Хельми привлекло внимание прессы разных стран.
Кандидатуру Хельми предложил берлинский доктор Карстен Мюльдер, который открыл врачебную практику в доме на Krefelder Straße 7. Здесь некогда жил и работал Хельми. Мюльдер передал результаты своих исследований о жизни египетского доктора организации Яд ва-Шем.
На церемонии 20 января 2015 года в Берлине посол Израиля Яков Хадас-Хандельсман вручил грамоты и медальоны Яд ва-Шем потомкам Фриды Штурманн и Макса Науёкса.
Награждением удостаиваются участники событий лично, либо их родственники. У Хельми нет потомков. Египетский посол отметил «благородный поступок Хельми», но не посмел принять за него медаль, так как Хельми действовал согласно своим убеждениям, а не по поручению правительства. Дальние родственники в Каире отказались принять награду, хотя уважают иудаизм и евреев. Внучатая племянница Хельми прокомментировала:

«Если любая другая страна решит почтить память Хельми, мы будем этому рады, но не от Израиля». «Хельми помог многим людям, не зависимо от их религии. Сегодня же Израиль отмечает его именно за спасение евреев. Это не оправдывает его позицию и его труд жизни».

Яд ва-Шем сожалел о таком решении и продолжил поиски родных Хельми, чтобы вручить награду. 26 октября 2017 года, наконец, грамота и медаль были вручена в Берлине внучатому племяннику египетского доктора Насеру Котби.

## Публикации
- Helmy, Mohamed (Verfasser). Über das Vorkommen sterilen Eiters in der Harnblase bei echter (renaler) Anurie (нем.). portal.dnb.de. Дата обращения: 19 июля 2025., Берлин, 1937, DNB 570704618, OCLC 699518618 (Диссертация), Берлинский университет, 1937, 23 стр.